# エジプト中王国
エジプト中王国（エジプトちゅうおうこく 紀元前2040年頃-紀元前18世紀頃）は、古代エジプト史の時代区分。第11王朝の王メンチュヘテプ2世（前2060年 - 前2010年）によるエジプト統一から、第12王朝の終了、または第13王朝終了（またはその治世の途中）までとする説がある。しかし、第13王朝についての情報が不完全であるため、明確な時代境界線を引くことは難しい。本記事では第11王朝によるエジプト統一から第13王朝の終了までを取り扱うこととする。

## 概略
第6王朝末期、メンフィスを拠点とした古王国の権力が失われた後、第1中間期と呼ばれる長い混乱を経て、第11王朝の王メンチュヘテプ2世によって紀元前2040年頃、再びエジプトが統一された。第11王朝は古くからの首都メンフィスではなく、上流のテーベに成立した政権であり、このためテーベのエジプトにおける重要性は高まっていった。これ以降を中王国と呼ぶ。

### 第11王朝（前2134年-前1991年）

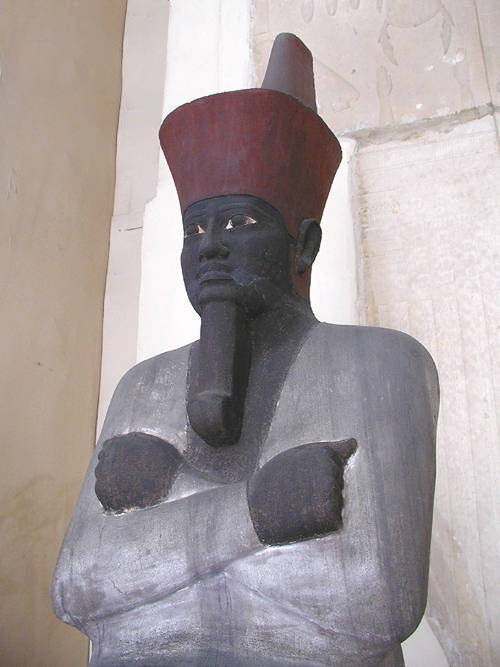
オシリスとなったメンチュヘテプ2世の像。

第11王朝はナイル川上流、上エジプトのテーベ州侯による政権であった。第1中間期、周辺の州侯との戦いに勝利を収めつつ勢力を拡大し、北のヘラクリオポリスに拠点を置く第10王朝とエジプトを南北に二分した。第11王朝のメンチュヘテプ2世の時、ヘラクレオポリスを占領して再びエジプトを統一した。この統一以降が中王国に分類される。しかしメンチュヘテプ2世の死後間もなく、政権は第12王朝に移った。

### 第12王朝（前1991年-前1782年）
アメンエムハト1世により第12王朝が開かれた。彼は第11王朝の宰相アメンエムハトであり、王位を簒奪したと一般に考えられている。第12王朝は政権を安定させることに成功し官僚制を整備、ファイユーム地方での干拓事業によってこの地をエジプト有数の穀倉地帯とし、対外的にはシリアとの貿易を拡大させる一方、南のヌビアを征服して領土を拡大した。

### 第13王朝（前1782年-前17世紀）
第12王朝末期に王位継承の混乱の後、女王セベクネフェルが即位。その後まもなく第13王朝が成立した。第13王朝は王権が弱く、数多く知られている王達の在位中の治績はほとんど不明である。また、第13王朝の王達は同一の家系にも属していなかった。しかし、整備された官僚制と官職を世襲する官僚達、そして統括者である宰相を中心に国家機構は正常に運営された。後半には下エジプト地方で、アジア系と見られる首長達が独自の政権（第14、15王朝）を築きエジプトの統一は崩れた。

## 文化
第1中間期の長い混乱を経て統一された中王国では、大規模な建設事業や様々な文学が花開いた。文学分野では文章語、標準語としての中エジプト語の確立と共に古代エジプト文学における古典ともいえる作品がこの時代に生み出されたと見られている。建築では国力の増大に伴い、巨大な王墓建築が復活した他、第1中間期に勢力を拡大した各地の州侯の墳墓も数多く確認されている。第1中間期の葬祭の「民主化」は人々の信仰に変化をもたらし、葬祭慣行にも影響を及ぼした。

### 文学
中王国時代には古代エジプト文学を代表する古典が次々と生み出された。これらの作品は当時の政治や社会、宗教を色濃く映し出しており、文学作品を通じて中王国の社会や政策を知ることができる。

#### 中王国以前の文学
古代エジプト語はその変化に基づいて古エジプト語、中エジプト語、新エジプト語、デモティック、コプト語の5つに分類されている。古エジプト語とよばれるのは初期王朝時代から第1中間期前半（第8王朝）時代頃までのエジプト語である。中エジプト語は、第1中間期から新王国時代までのエジプト語である。中エジプト語は古エジプト語に比べ細かいニュアンスなどの表現が可能になっており、文章語としてほぼ完成された物であった。そして第1中間期の後半から中王国時代にかけて、この中エジプト語を用いてエジプト文学の古典が次々と生み出されていくのである。
古代エジプトの文学作品は古王国時代の物は基本的に知られておらず、その末期頃になるとピラミッド・テキストや墓に書かれる自伝など葬祭文書が現れるようになる。第1中間期になると当時の世相を反映した文学作品が中エジプト語で残されるようになり、次第に文学が隆盛していく様が見て取れる。古王国時代に成立したと思われる文学作品でも現存するものは中エジプト語のバージョンである場合も多い。
第1中間期には統一政府の崩壊に伴って統一的な文字教育が失われた。第1中間期に記述されたヒエラティックと呼ばれる草書体の文字は地域的な変形が見受けられている。しかし統一政権が成立すると、政府は官僚機構の運営にあたる書記を養成するために書記養成学校を築いた。主として中王国時代の文学を担ったのはここで文字を学んだ書記たちであった。

#### 教訓・政治文学
中王国時代の文学作品はしばしば政治的なプロパガンダ（宣伝）を目的とするものであったとされる。書記達は王と密接に結びついており、彼らを読者として想定した作品群は王の意向を色濃く滲ませたものとなったとされる。フランスのエジプト学者ポズネールは、第12王朝時代に成立した文学は王の利害と密接に結びつき、政治宣伝を目的としたものであると指摘している。
こうした文学作品の中でも代表的な物は『シヌヘの物語』、『ネフェルティの予言』、『アメンエムハト1世の教訓』などであり、いずれも政治的傾向を強く持った作品となっている。
『ネフェルティの予言』は、遥か昔の古王国時代に第12王朝の創設者アメンエムハト1世が救済者として現れることが予言されていたと記す事後予言の体裁を取る物語である。全体は三部で構成され、第1部では物語の舞台としてのスネフェル王の宮廷で、ネフェルティが予言を語るに至った経緯を語る。第2部では（古王国から見て）将来に訪れる混乱と無秩序の時代が描写され、その悲惨さが述べられる。第3部で、南方よりきたアメニ（アメンエムハト1世）が秩序を確立し、国土を救済される様が予言されるというものである。
『アメンエムハト1世の教訓』は、暗殺されたアメンエムハト1世がセンウセルト1世に王者として注意すべきことを語るという体裁をとっており、文書の形式は墓などに刻まれる自伝に近いと言われる。ここでアメンエムハト1世が語る内容は、ある程度実例に沿っているともいわれ、非常に厳しい内容である。冒頭の呼びかけの後「臣下の前では注意せよ。彼らは無に等しい者であり、その尊敬など気にかける必要は無い。一人で彼らに近づいてはならない。兄弟を信頼するな。友人を知るな。腹心を作るな。何にもならぬからだ。」と始まり、いかに他人が信頼できないかが述べられる。その根拠としてアメンエムハト1世は、自分が引き立てた者達が自分に対して反乱を起こしたことを述べている。また、アメンエムハト1世の暗殺が行われた状況も生々しく記録されており、それによればアメンエムハト1世は夕方に一時間余りの休養をとって寝台に横になっていた所、衛兵によって襲われた。彼は激しく抵抗したものの武器が無く、遂に殺害されたのである。
また、中王国時代には教訓文学と呼ばれる多数の作品も作られた。第1中間期を通じて各地で勢力を延ばした州侯やその他の有力者達は、中王国の覇権を認めてはいても無視できない力を持っていた。第11王朝のメンチュヘテプ2世はその指導力を持って彼らの地位を奪い自分の意のままになる人物で固めようとしたし、第12王朝においても中央集権化のために長期的な努力が行われたと見られている。中央集権化と地方有力者への対抗上、官僚機構の整備は急務となった。そのため上述のように書記養成学校が政府によって用意され、第1中間期の「社会革命」を通じて生まれていた富裕民の子弟等を対象に教育が施された。彼らは子供を長期間学校に行かせることが可能な経済力を持ち、地方有力者の子弟よりも王への忠誠心を持たせやすいと考えられたのである。
『ケミイトの書』や『ドゥアケティの教訓』と呼ばれる作品である。どちらも書記養成学校における教科書として使用するために作られた作品である。『ケミイトの書』は書記になるために必要な知識を初学者に教えるためのもので、書簡を書く際の書式や慣用表現、生活態度などを記したものである。
『ドゥアケティの教訓』は、職人や農夫、洗濯屋など様々な職業の辛さ、惨めさを列挙するとともに、こういった職業についている子弟を対象に家業を継ぐよりは書記になったほうがよほど良い生活を送ることができるという説明をするもので、書記養成学校へ庶民の子弟を勧誘する事を重視している点が特徴である。
他に『忠臣の教訓』や『ある男の教訓』などの作品も残されており、こちらは一般庶民の子弟を対象に王に対する忠誠とそれによって得られる物質的利益を説明する物である。

#### 物語文学
中王国時代には多彩な物語の創作も行われた。特に『シヌヘの物語』として伝わる作品は、多数の写本やオストラコンの断片によって伝わっており、エジプト文学の代表作品となっている。他、『難破した水夫の物語』『雄弁な農夫の物語』などがあり、これら多彩な文学作品の登場も中王国時代を特徴づける。また、第4王朝と第5王朝の交代にまつわる伝説的な説話、『ウェストカー・パピルスの物語』も、中エジプト語のバージョンで現代に伝わっている。
『シヌヘの物語』は、エジプト古典文学の中でも後世まで好んで読み継がれた作品であり、エジプトにおける「古典の中の古典」と呼ばれる。墓銘の自伝の形式をとり、主人公シヌヘの一人称で物語が進む。この物語ではアメンエムハト1世が暗殺されたのを知った遠征中のセンウセルト1世が首都に急ぎ戻る際、この遠征に同行していた別の王子がこの事態を利用して王位を獲得しようと目論んだ。この陰謀のために高官シヌヘは身の危険を感じ、アジア人の下へと逃走し、亡命先でベドウィンの族長の娘を娶ってその地で高い地位に着く。しかし望郷の念に駆られたシヌヘは、地位を捨ててエジプトに帰り、既に王座を確保したセンウセルト1世の許しを得てエジプトの地で死去するという物語である。物語では異国の地にあっても変わらぬシヌヘのセンウセルト1世に対する忠誠心が現れており、この作品は他の政治的文学同様に王権に対する明瞭な目的意識に支えられているが、様々なモチーフ、エピソードを組み合わせて文学性の強い作品に仕上がっており、彼の冒険や立身出世の物語は多くのエジプト人の心を引き付けた。
『雄弁な農夫の物語』は、現存する古代エジプトの文学作品の中で最も長大かつ完全に現存する物の一つである。中王国時代の古典文学の代表作の一つであり、技巧を凝らした文体を特徴とするが、『シヌヘの物語』が後世においてもエジプト人達から愛好されたのに対し、この作品は中王国時代の後には高く評価されることはなくなった。悪徳官吏によって不当に財産を奪われた農夫が、九度にわたる長い訴えの末に奪われた物を取り戻し、更に悪徳官吏の財産も与えられて「正義」が実現されるとう物語である。貧しい農民の口から「正義」を主張させる形式は、第1中間期と中王国時代の社会的風潮をよく反映していると見なされるが、後代のエジプト人には秩序の感覚に反するものと映ったようである。また、その技巧を凝らした文体と相まって、翻訳者による差異の激しい作品であり、その理解は完全ではない。
『難破した水夫の物語』は、口承文学の系列に属するものと考えられ、現存するのは物語の末尾の部分だけである。現存する写本の年代は第12王朝または第13王朝時代とされ、船に乗り合わせた人々が退屈しのぎに順番に物語を語るという形態をとっている。

### 宗教
中王国は第11、第12王朝というテーベ政権によって成立したため、テーベで崇拝された神の重要性が高まった。とりわけ上エジプト第4県の主神となったアメン神は飛躍的にその地位を向上させることになった。アメン神が初めて歴史の表舞台に現れるのは第11王朝時代のことであり、第12王朝時代以降は元々最大の崇拝を受けていたメンチュ（モントゥ）神を押しのけて王名にも頻繁に用いられるようになる。そしてこの神は後に太陽神ラーと集合したアメン・ラーとしてエジプトの国家神となっていくのである。既に第12王朝のセンウセルト1世の時代には「神々の王」として描写された例がある。
いま一つ重要な神がオシリス神である。オシリス神への信仰は古王国末期から第1中間期を経て広く一般庶民にまで広まった。「人間は死ねば誰もがオシリス神となり再生、復活する。」という分かりやすい思想は人々の心を捉えていた。そして第1中間期の「葬祭の民主化」を通じてオシリス神の重要な聖地であるアビュドスへの巡礼（アビュドス巡礼）は中王国時代には最も重要な宗教行事の1つとなった。
アビュドス巡礼の重要な証拠が、アビュドスのオシリス神殿周辺で発見されている中王国時代のステラ（石碑）である。このステラは、オシリス神に対して個人によって奉納されたもので、奉納者とその家族の名前を記した粗末な物が多い。中には個人用の記念祠堂を立ててその中にステラを収める富裕な人々もいた。貧富を問わず一般の庶民までもがアビュドスに訪れて復活と再生を祈っていたのである。

## 中王国時代の遺構

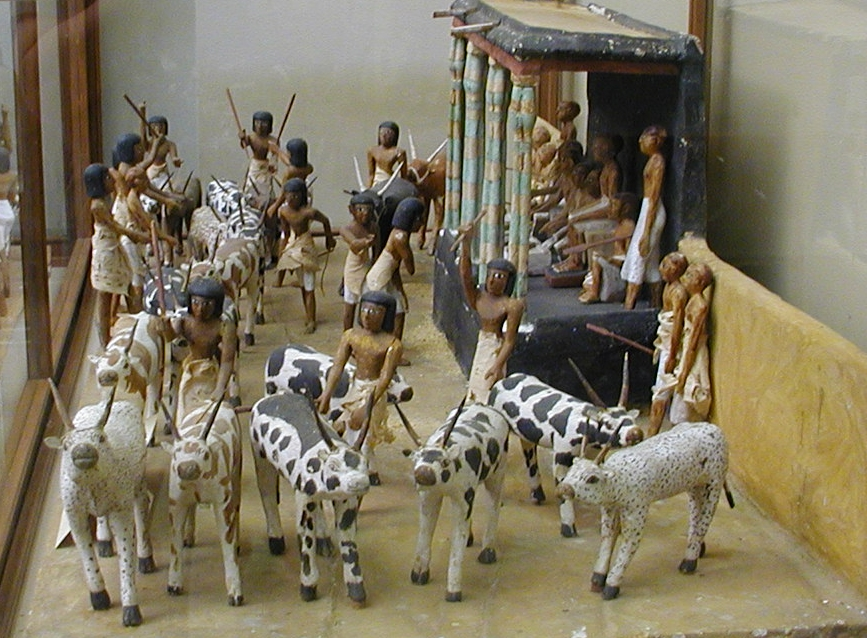
中王国時代の畜牛頭数調査の様子を映した模型。メケトラーの墓から出土した。

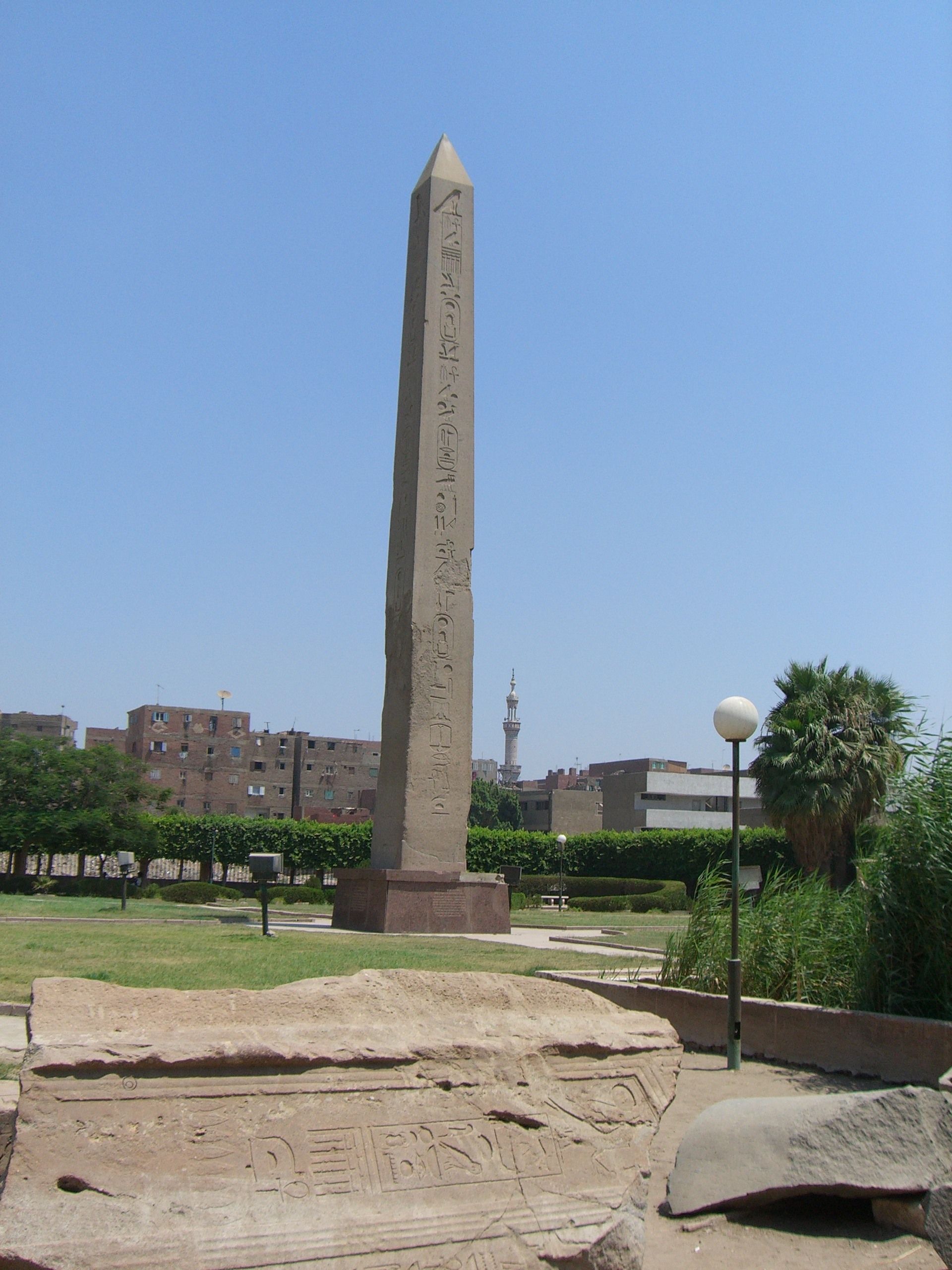
ヘリオポリスに残るセンウセルト1世のオベリスク

エジプトの再統一によって各地の採石場が使用可能になり、労働力の大量投入も容易になったことから中王国時代には大規模建築が活発に行われている。テーベ近郊のデイル・アル・バハリに作られたメンチュヘテプ2世葬祭殿はその最初を飾る偉大な建造物である。
また、第1中間期から続く中王国時代の建造物の大きな特徴は、各地の州侯が造らせた大型の墳墓である。第1中間期に勢力を拡大した州侯達は、エジプトの統一後もしばらくの間大きな権力を維持しており、第12王朝は「州侯の時代」ともいわれる。そして第1中間期の「葬祭の民主化」はエジプトの哲学と宗教に重大な変化を及ぼし、その変化は葬祭慣行にも影響を及ぼした。各種の模型の埋葬は中王国における私人の埋葬の特徴であり、生活に必要な物が死後においても準備されるのを確実にするためのものであった。このような模型は細やかな描写がされているおかげで、当時の技術や生活について多くの情報を提供している。

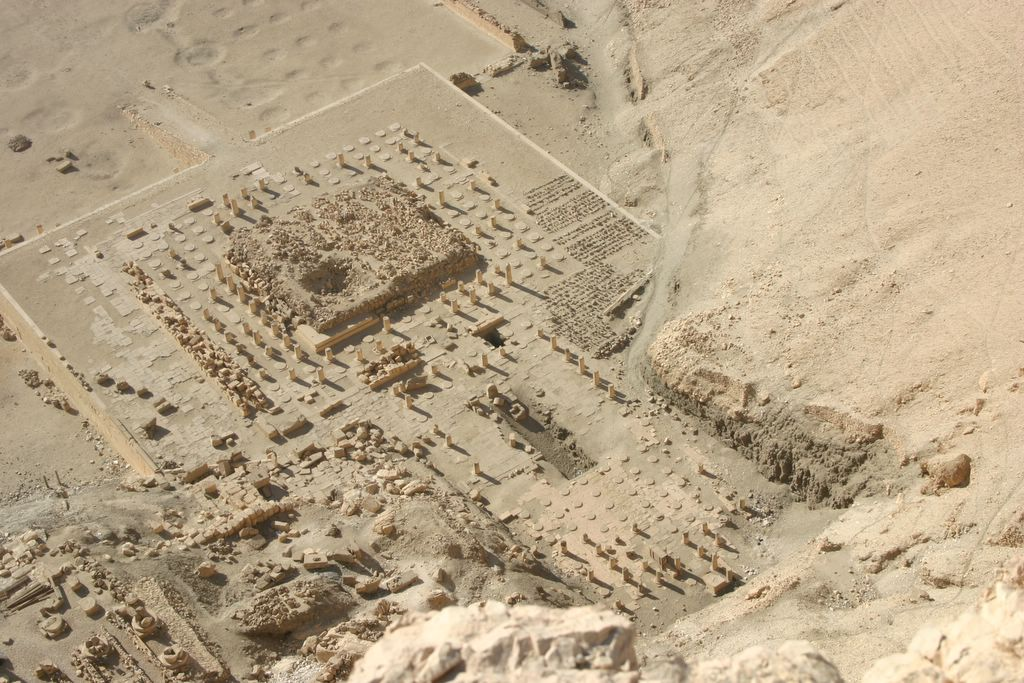
デイル・アル＝バハリのメンチュヘテプ2世の葬祭殿跡。

メンチュヘテプ2世の葬祭殿
テーベ近郊のデイル・アル＝バハリに作られた。内部からメンチュヘテプ2世の坐像やアラバスター製の石棺などが発見されているが、石棺の中は見つかった時には空であった。ナイル河畔の耕作地帯から1kmを超える斜道が神殿まで続き、中央の大基壇、断崖の地下深くに作られた埋葬室などが発見されている。またこの葬祭殿の周囲には彼の王妃や臣下達も埋葬されており、世界初の戦没者墓地などもある。
ケンジェル王のピラミッド
中王国時代には古王国以来のピラミッド建造が復活している。この時代に建てられたピラミッドは、古王国のそれと比較して安価であることが重視されており、その脆弱な構造のために多くの場合崩壊してしまっている。ケンジェル王は第13王朝の王である。時代的には中王国とも第2中間期とも分類されることのある時代であるが、ケンジェル王のピラミッドは中王国時代に継続して行われていたピラミッド建設の最後の例として重要である。このピラミッドは古代エジプトのピラミッドのうち現存する最後のもので、サッカラに比較的良好な保存状態で残されている。
宰相メケトラーの墓
メケトラーはメンチュヘテプ2世時代の宰相の1人である。彼の墓はメンチュヘテプ2世の墓の周辺に、他の家臣などの墓とともに造営されていた。彼の墓からは大工工房や漁師の帆掛け舟、畜牛頭数調査など、当時の日常生活を描写した精緻な木造彫刻が発見されており、日常生活を知る上で一級の史料を提供している。
エレファンティネ州侯サレンプウトの墓
サレンプウトはセンウセルト1世時代のエレファンティネ（現在のアスワン）の州侯である。エレファンティネ島を望む崖の中腹に彼の豪華な墓が残されている。彼の立身出世を子孫たちが忘れることのないように、彼の自伝が墓に刻まれている。その中で彼は自らの出世、功績、王からの寵愛を記録し、永遠の来世への期待を綴っている。
センウセルト1世のオベリスク
センウセルト1世がヘリオポリスに建立したオベリスク。彼のセド祭のために二本建てられたうちの片方が現在でも残っている。これは立ったまま現存するオベリスクとしては最古の物である。
カフン遺跡
カフンの住居跡は、古代エジプト時代の町の遺跡の中でも最も保存状態の良いものの1つである。この町は第12王朝のセンウセルト2世がアル・ラフーンにピラミッドを築いた時に、建設にあたる労働者が住んだ町である。古代エジプト時代にはヘテプ・センウセルトと呼ばれた。全体は東西391m、南北350mの外壁に囲まれており、多種多様な住居跡が発見されている。最も小さいタイプの住居跡は面積10平方m、部屋数2つのタイプのものであり、最も大きいものでは中庭を囲む2400平方mの邸宅などが発見されている。この町は、ある時点で突如放棄されたらしく、多くの遺物がそのまま残されていた。なお、遺跡の南半分は耕作地にされ破壊されてしまっているが、それでも極めて貴重な遺跡であることには変わりない。
ブヘン遺跡
ブヘンは第12王朝のセンウセルト3世がヌビア地方の守りのために築いた要塞の遺跡である。全体を分厚い日干し煉瓦の城壁が2重に取り巻く大要塞であった。遺跡の一部はアスワン・ハイ・ダムの建設のために現在ナセル湖の湖底に沈んでいる。